# Dicranella leibergii
Dicranella leibergii är en bladmossart som beskrevs av Robert Statham Williams 1915. Dicranella leibergii ingår i släktet jordmossor, och familjen Dicranaceae. Inga underarter finns listade i Catalogue of Life.